# Średnia moc procesora
ACP (ang. Average CPU Power) – system charakteryzujący średni pobór mocy nowych procesorów w trakcie "codziennego użytkowania" (szczególnie procesorów serwerowych). System oceniania został zdefiniowany przez AMD, do stosowania go w linii procesorów opartych na mikroarchitekturze K10 (Procesorów serii Opteron 8300 i 2300). Ocena ta jest podobna do TDP, które stosował Intel przy procesorach Pentium i Core 2 do oceny zużycia energii podczas wysokiego obciążenia, które w rzeczywistości są nieco niższe niż TDP tego samego procesora.
AMD twierdzi, że ocena ACP obejmuje kilka kryteriów zużycie energii podczas pracy, jak w teście TPC-C, SPECcpu2006, SPECjbb2005 oraz STREAM Benchmark (Przepustowość pamięci). AMD jest zdania, że jest to lepsza metoda pomiaru zużycie energii dla centrów danych. AMD zapewnia, że ACP i wartości TDP procesorów będą współistnieć, a nie zastępować się wzajemnie. Wszystkie produkty serwerowe będą posiadały dwie wartości, począwszy od serwerowego procesora o nazwie kodowej Barcelona.

## ACP w porównaniu z TDP
| ACP   | TDP   |
| ----- | ----- |
| 40 W  | 60 W  |
| 55 W  | 68 W  |
| 75 W  | 95 W  |
| 105 W | 119 W |